# Basilika Maria Schnee (Firavitoba)

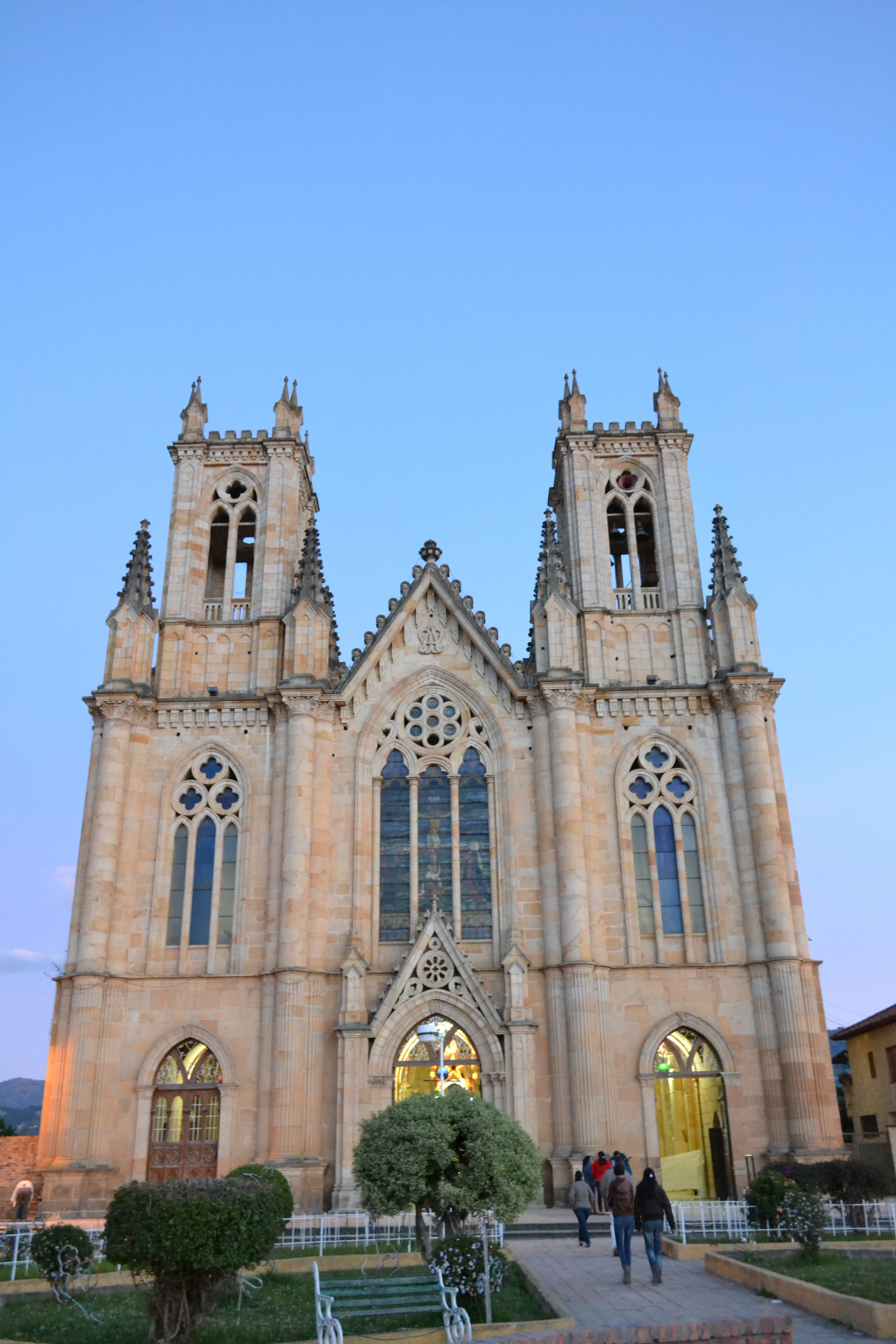
Basilika Unserer Lieben Frau vom Schnee

Die Basilika Unserer Lieben Frau vom Schnee (spanisch Basílica de Nuestra Señora de las Nieves) ist eine römisch-katholische Kirche in Firavitoba, einer Kleinstadt im kolumbianischen Departamento de Boyacá. Die Pfarrkirche des Erzbistums Tunja mit dem Patrozinium Unserer Lieben Frau vom Schnee trägt den Titel einer Basilica minor.

## Geschichte
Pater Ignacio Ramón Abella übernahm im September 1869 die Pfarrei in Firavitoba mit einer im verfallenen Kirche. Nach den Erfahrungen einer Parisreise konzipierte er eine neugotische Kirche. Der Baubeginn erfolgte 1873, das Baumaterial wurde in 4,5 Meter großen Blöcken auf Karren aus einem fünf Kilometer entfernten Steinbruch geholt. Als Fertigstellungsjahre werden 1937 und 1976 genannt. Am 19. Januar 1995 verursachte ein Erdbeben der Magnitude 6,6 Schäden an den Türmen, deren Reparatur zwei Jahre dauerte. Mitte 2009 mussten Undichtigkeiten am Dach ausgebessert werden. Am 18. Oktober 2019 verlieh Papst Franziskus der Kirche den Rang einer Basilica minor.

## Bauwerk
Die dreischiffige Hallenkirche wurde im neugotischen Stil errichtet. Sie hat hinter der 27 Meter breiten Fassade eine Länge von 76 Metern. Die Decke des Mittelschiffs ist als flaches Tonnengewölbe ausgeführt, die der schmaleren Seitenschiffe eben. Die Kirchenschiffe sind mit Reihen von runden Säulen mit Kapitellen getrennt. Die Kirche ist mit Buntglasfenstern und einem Marmorboden ausgestattet. Der Hauptaltar ist von einem hohen Ziborium auf vier Säulen überdacht. Ein vergleichbarer Baldachin steht in Kolumbien nur noch in der Kathedrale von Manizales. Um die Kirche wurde ein Park angelegt.